# Beilin (Suihua)
Der Stadtbezirk Beilin (chinesisch 北林区, Pinyin Běilín Qū) ist ein Stadtbezirk im Nordosten der Volksrepublik China. Er gehört zum Verwaltungsgebiet der bezirksfreien Stadt Suihua in der Provinz Heilongjiang. Er hat eine Fläche von 2.757 km² und zählt 698.025 Einwohner (Stand: Zensus 2020). Er ist Sitz der Stadtregierung von Suihua.

## Administrative Gliederung
Auf Gemeindeebene setzt sich der Kreis aus vier Straßenvierteln, sechs Großgemeinden und zwei Gemeinden zusammen. 